# Phare de Castello d'Ischia
Le phare de Castello d'Ischia (en italien : Faro di Castello d'Ischia) est un phare actif situé sur un haut rocher face à l'île d'Ischia (Îles Phlégréennes) de faisant partie du territoire de la commune d'Ischia (Ville métropolitaine de Naples), dans la région de Campanie en Italie. Il est géré par la Marina Militare de Naples.

## Histoire
La lanterne a été posée en 1913 sur le rempart est d'un ancien château aragonais du 15e siècle construit par Alphonse V de Naples sur les fondations d'anciennes forteresses romaines et grecques. Celui-ci se trouve sur un rocher conique relié à l'île d'Ischia par un isthme. Il est entièrement automatisé et alimenté par le réseau électrique.

## Description
Le phare  est une lanterne cylindrique grise de 3 m de haut. Elle émet, à une hauteur focale de 82 m, un long éclat blanc de 2 secondes sur une période de 6 secondes. Sa portée est de 16 milles nautiques (environ 30 km) pour le feu principal et 12 milles nautiques (environ 22 km) pour le feu de veille.
Identifiant : ARLHS : ITA-178 ; EF-2370 - Amirauté : E1614 - NGA : 9356.

## Caractéristiques dufeu maritime
Fréquence : 6 secondes (WW)
- Lumière : 2 secondes
- Obscurité : 4 secondes

|                   |
| Îles Phlégréennes |

|                   |
| Castello d'Ischia |

### Lien connexe
- Liste des phares de l'Italie